# اداره (فصل ۳)
فصل سوم مجموعه کمدی موقعیت اداره در ۲۱ سپتامبر ۲۰۰۶ در ایالات متحده از ان‌بی‌سی پخش شد و در ۱۷ مه ۲۰۰۷ به پایان رسید. این فصل در مجموع ۲۵ ساعت و نیم زمان داشت که به ۱۶ قسمت نیم ساعته، ۵ قسمت ۴۰ دقیقه ای «بزرگ» و دو قسمت یک ساعته تقسیم شده بود. اداره اقتباسی آمریکایی از مجموعه تلویزیونی بریتانیایی به همین نام است و به شکل مستندنما است. این مجموعه زندگی روزمره کارمندان اداره‌ای را در شعبه شرکت ساختگی داندر میفلین در اسکرانتون، پنسیلوانیا به تصویر می‌کشد. در این فصل استیو کرل، رین ویلسون، جان کرازینسکی، جینا فیشر و بی جی نواک ایفای نقش می‌کنند، و بازیگرانی شاململورا هاردین، دیوید دنمان، اد هلمز، لسلی دیوید بیکر، برایان بومگارتنر، کیت فلانری، میندی کالینگ، آنجلا کینزی، پل لیبرشتاین، اسکار نونز و فیلیس اسمیت نقشهای مکمل هستند.
این فصل شامل انتقال یکی از شخصیت‌های اصلی، جیم هالپرت (جان کرازینسکی) از اسکرانتون به استمفورد بود، و همچنین راشیدا جونز به عنوان کارن فیلیپلی و اد هلمز به عنوان اندی برنارد - هر دو اعضای داندر میفلین استمفورد - به عنوان شخصیت‌های تکرار شونده معرفی شدند. بعداً هلمز به‌طور منظم به عنوان شخصیت اصلی مجموعه ارتقاء یافت. داستان اصلی قسمت‌های ابتدایی فصل با یک مشکل تکراری در فصل یک و دو روبرو می‌شود - مشکل کوچک سازی شرکت - و در نیم فصل آخر، روابط درون اداره، به ویژه روابط بین پم، جیم و کارن؛ دوایت و آنجلا؛ و مایکل و جن لوینسون نیز به بخش‌های اصلی داستان تبدیل می‌شوند.
فصل سوم اداره پنجشنبه‌ها ساعت ۸:۳۰. بعد از ظهر (منطقه زمانی شرقی) پخش می‌شد. این فصل شاهد افزایش رتبه‌های آن نسبت به فصلهای قبل بود. علاوه بر این، ستایش انتقادی را که در طول فصل دوم نمایش آغاز شده بود، ادامه داد. این فصل از طریق دی‌وی‌دی و در یک جعبه حاوی چهار دیسک منتشر شد. در حالی که دی‌وی‌دی دارای ۲۵ قسمت است، قسمت‌های «فروشندگان در سفر» و «بازگشت» در یک قسمت متراکم شدند. این مجموعه دی‌وی‌دی شامل تفسیرهایی از سازندگان، نویسندگان، بازیگران و کارگردانان در برخی از قسمت‌ها و شامل صحنه‌های حذف شده از همه قسمت‌ها بود. این مجموعه دی‌وی‌دی توسط رسانه خانگی یونیورسال پیکچرز منتشر شد.

## تولید
فصل سوم این مجموعه توسط رویل پروداکشنز و دیدل-دی پروداکشنز و با همکاری ایونیورسال تله‌ویژن ساخته شده‌است. این سریال براساس نسخه بریتانیایی ساخته شده توسط ریکی جرویز و استیون مرچنت ساخته شده‌است و آنها مدیران اجرایی تولید این مجموعه نیز هستند و قسمت فصل سوم " محکوم " را نوشتند. اداره توسط گرگ دانیلز تهیه شده‌است، وی همچنین تهیه‌کننده اجرایی و شورانر مجموعه نیز می‌باشد. نویسندگان از فصل گذشته شامل دنیلز، مایکل شور، جین استوپنیتسکی، لی آیزنبرگ، جنیفر سلوتا، میندی کالینگ، پل لیبرشتاین و بی جی نواک هستند. نویسندگانی که در فصل دوم پیوستند شامل برنت فارستر، جاستین اسپیتزر و کارولین ویلیامز است.